# Axia napoleona
Axia napoleona is een vlinder uit de familie Cimeliidae. De wetenschappelijke naam is voor het eerst geldig gepubliceerd in 1926 door Schawerda.
De soort komt voor in Europa.